# Wan Azizah Wan Ismail

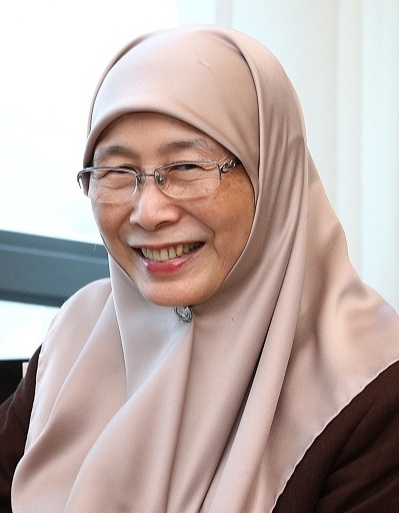
Wan Azizah Wan Ismail (2019)

Wan Azizah Wan Ismail (Jawi وان عزيزه بنت وان اسماعيل; * 3. Dezember 1952) ist eine malaysische Politikerin und Ärztin.

## Leben
Ismail besuchte zunächst die St. Nicholas Convent School in Alor Setar. Danach war sie am Tunku Kurshiah College in Seremban. Nach ihrem Schulabschluss studierte sie Medizin am Royal College of Surgeons in Irland, wo sie graduierte. Sie kehrte nach Malaysia zurück und war 14 Jahre lang als Ärztin im Staatsdienst tätig. Im Zuge des politischen Aufstiegs ihres Ehemannes engagierte sie sich in politischer Lobbyarbeit. Ismail ist die Ehefrau des malaysischen Politikers Anwar Ibrahim.
Nach der Verhaftung ihres Ehemannes am 20. September 1998 aufgrund angeblicher Korruption und homosexueller Handlungen wurde sie die Anführerin der Reformbewegung Reformasi. Ihr Ehemann wurde verurteilt und musste eine Haftstrafe antreten. Sie leitete die ADIL, eine Bürgerrechtsorganisation, und half die Oppositionspartei National Justice Party am 4. April 1999 zu gründen, zu deren erster Vorsitzender sie gewählt wurde. 1999 wurde sie in das Parlament in Malaysia als Abgeordnete gewählt. Am 3. August 2003 fusionierte die Partei National Justice Party mit der Parti Rakyat Malaysia und es entstand die Oppositionspartei Parti Keadilan Rakyat.
Ismail ist gegenwärtig die Vorsitzende der oppositionellen Parti Keadilan Rakyat. Von 1999 bis 2008 war sie gewählte Abgeordnete im Dewan Rakyat für die Stadt Permatang Pauh, Penang. Am 31. Juli 2008 gab sie ihren Abgeordnetensitz zurück, um ihrem mittlerweile wieder aus dem Gefängnis entlassenen Ehemann durch eine Wiederwahl den Einzug als Abgeordneten in das Parlament zu ermöglichen. Der Sieg ihres Ehemannes Anwar Ibrahim gelang bei den Wahlen am 26. August 2008, und er ist gewählter Abgeordneter für die Stadt Permatang Pauh.